# Trường Trung học phổ thông Vân Nội
Trường Trung học phổ thông Vân Nội được thành lập vào tháng 9 năm 1965. 

## Lịch sử
Trường THPT Vân Nội được thành lập vào tháng 9 năm 1965. Tiền thân của trường THPT Vân Nội là trường cấp II-III Hùng Sơn ở gần dốc chợ Tổng, nay là ngã tư Huyện Đông Anh. Do cuộc chiến tranh phá hoại của đế quốc Mỹ, từ trường cấp II-III Hùng Sơn đã được tách ra chuyển một phần về xã Liên Hiệp nay là xã Vân Nội thuộc huyện Đông Anh, thành phố Hà Nội với tên gọi: Trường cấp III Đông Anh B. Năm học 1971 - 1972 Trường cấp III Đông Anh B lại một lần nữa được đổi tên là Trường cấp III Vân Nội, nay là trường THPT Vân Nội.

## Thành tích
Trường THPT Vân Nội đã đạt được nhiều thành tích tốt trong các hoạt đông thi đua phong trào, học tập.